# Kanton Saint-Paul-des-Landes
 Saint-Paul-des-Landes  is een kanton van het Franse departement Cantal. Het kanton maakt deel uit van het arrondissement Aurillac.
 Het telt 8.674  inwoners in 2018.

Het kanton Saint-Paul-des-Landes werd gevormd ingevolge het decreet van 13 februari 2014 met uitwerking op 22 maart 2015. 

## Gemeenten
Het kanton telde 23 gemeenten bij zijn oprichting.

Door de samenvoeging op 1 januari 2016 van de gemeenten Le Rouget en Pers tot de fusiegemeente (commune nouvelle) Le Rouget-Pers, omvat het kanton Saint-Paul-des-Landes sindsdien volgende gemeenten :
- Arnac
- Ayrens
- Cayrols
- Cros-de-Montvert
- Glénat
- Lacapelle-Viescamp
- Laroquebrou
- Montvert
- Nieudan
- Omps
- Parlan
- Rouffiac
- Le Rouget-Pers
- Roumégoux
- Saint-Étienne-Cantalès
- Saint-Gérons
- Saint-Paul-des-Landes
- Saint-Santin-Cantalès
- Saint-Saury
- Saint-Victor
- La Ségalassière
- Siran